# المتحف الأولمبي (باكو)
يقع المتحف الأولمبي (بالأذرية: Olimpiya Muzeyi) في شاريع أولمبيا في عاصمة باكو. 

## التاريخ
افتتح المتحف الأولمبي الواقع في المبنى الإداري الرئيسي للمتحف الوطنية لجمهورية أذربيجان في 27 مارس عام 2001 م.
يحتوي المتحف جزء من التذكريات والساعات و السجاد ذات الرموز الأولمبية. 
ويُحتفظ في المتحف بالميداليات والألقاب الشرفية والدبلومات والجوائز التي فاز بها الرياضيون الأذربيجانيون المشهورون في الألعاب الأولمبية والبطولات العالمية والبطولات الأوروبية باعتبارها أهم المعارض في المتحف. مع ذلك يتكون من الأعمال النحت واللوحات الزيتية.